# Veia Traversina

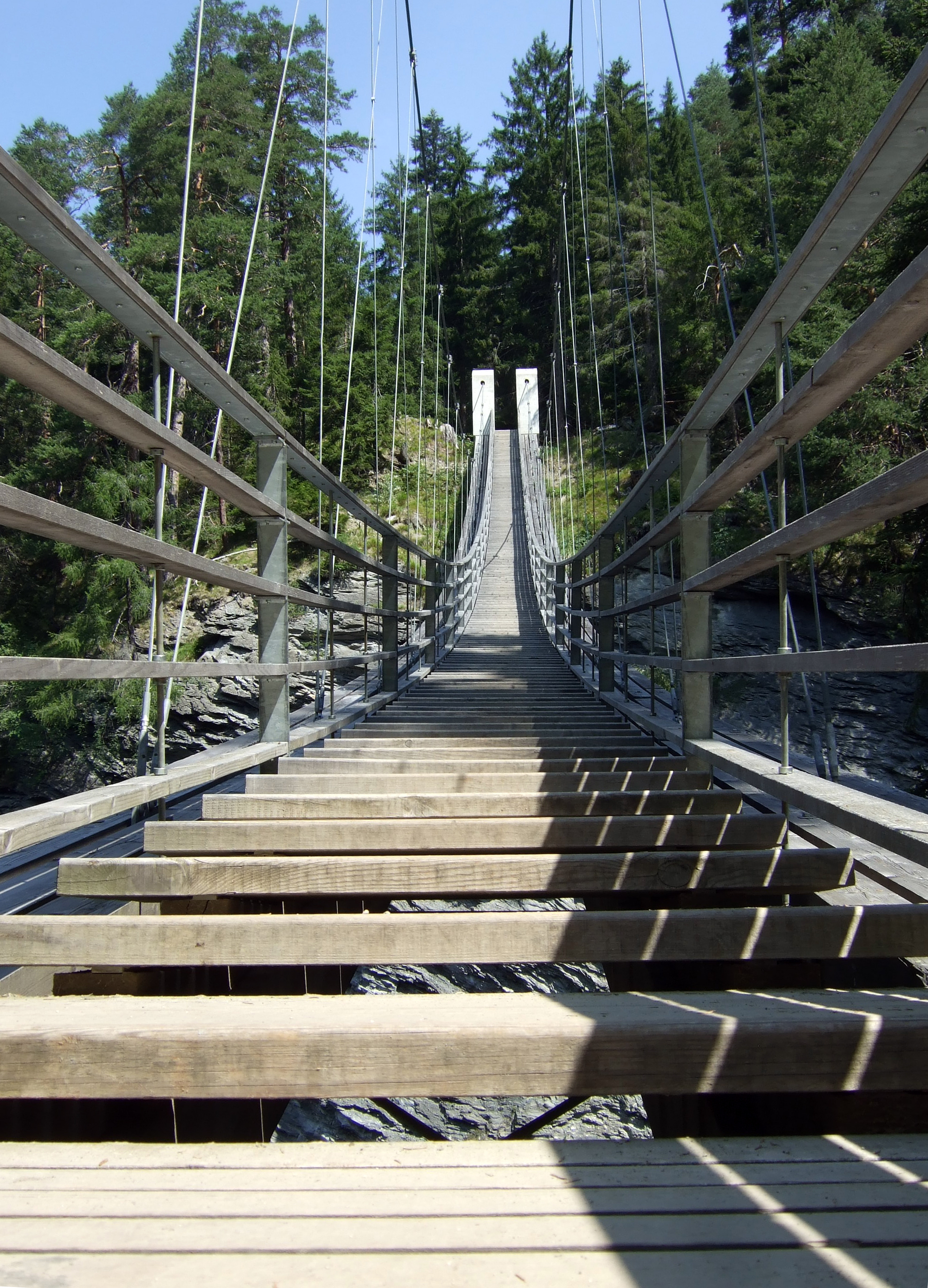
lávka Traversinersteg

Veia Traversina (rétorománsky doslova "křížová cesta") je turistická stezka ve švýcarském kantonu Graubünden, která zpřístupňuje soutěsku Viamalu pro pěší. Stezka vede po bývalé římské stezce přes Viamalu a je součástí projektu "Ekomuzeum Viamala".
Veia Traversina je rozvíjena a propagována pro cestovní ruch sdružením Viamala Cultural Area Association. 

## Průběh stezky
Stezka Veia Traversina, o kterou se stará svaz turistických stezek Graubünden (BAW), vede z obce Thusis v Domleschgu do obce Zillis v Schams. 11,5 km dlouhou trasu Veia Traversina, která překonává 700 výškových metrů a jejíž zdolání trvá necelých pět hodin, využívá také dálková turistická trasa Via Spluga.

## Traversinersteg
Jako Traversinersteg se označují klíčové lávky sloužící k překonání Traversiner Tobel, východního bočního údolí řeky Viamala, které jsou přístupné pouze pěšky.
První Traversinersteg byl postaven v roce 1996 podle návrhu Jürga Conzetta. Skládal se z nosné konstrukce, 47 metrů dlouhého a 4,2 tuny vážícího příhradového nosníku z modřínového dřeva, nerezových lan a ocelových táhel, který byl na místo dopraven prefabrikovaný vrtulníkem. Tato stavba byla doplněna chodníkem. Pouhé tři roky po otevření mostu jej zničil pád skály.
Jelikož bylo původní místo lávky považováno za příliš nebezpečné pro rekonstrukci, byla asi 70 metrů po proudu od starého místa postavena nová lávka. Lávka byla dokončena v roce 2005. Jedná se o zavěšené schodiště, které pomocí 176 schodů překonává 22metrový výškový rozdíl mezi oběma boky. Zavěšený most pro pěší, vyrobený z oceli a přírodního kamene, borovice a modřínu, má rozpětí 95 metrů, chodník je dlouhý 62 metrů a nachází se až 70 metrů nad korytem potoka. Most opět navrhl Jürg Conzett z churské firmy Conzett, Bronzini, Gartmann.

## Punt da Suransuns
Aby bylo možné pokračovat v turistické stezce v jižní části soutěsky, bylo třeba postavit most mezi Wildenským mostem a mostem u staré silnice. Jako místo bylo vybráno místo hluboko pod dálničním mostem.
"Punt da Suransuns" postavil také Jürg Conzett a dokončil jej v roce 1999. Pro tento projekt byla v roce 1987 uspořádána ideová soutěž mezi regionálními inženýrskými firmami. Punt da Suransuns" byl postaven jako most ze žulových desek z Andeeru a předpjatých přes obdélníkové ocelové tyče. Toto předpětí výrazně zvyšuje tuhost, a tím i stabilitu mostu. Most je 40 m dlouhý a 1,1 m široký. Celková délka je 45 m. Na stavbu bylo zapotřebí 2,6 tuny konstrukční oceli a 12,5 tuny betonu. Kompletní stavba stála 285 000 švýcarských franků bez daně.

## Wildenerovy mosty
Aby se vyhnul nebezpečné části rokle, postavil v letech 1738-39 stavitel Christian Wildener z Davosu dva kamenné mosty, které v roce 1821 rozšířil Richard La Nicca. V roce 1834 zničila silnici v oblasti Punt da Tgiern ničivá povodeň. Samotné mosty vydržely, ale později byl jeden z nich nepoužitelný a nechal se zchátrat. Jako náhrada byl v roce 1836 postaven severně od něj most Rania. Druhý, 68 metrů vysoký Wildennerův most, zůstal zachován. V letech 1988/89 byl obnoven a nyní slouží jako vyhlídka do soutěsky.
Turistická stezka zde vede podél kantonální silnice a překračuje rokli po jižním ze dvou mostů. Hned vedle ní byly do skály vytesány dvě kaverny pro umístění kulometů sloužících k zatarasení cesty. Kaverny nyní slouží jako výstavní prostor. Historie regionu je v něm uvedena ve čtyřech jazycích.

## Zastavení na stezce Veia Traversina

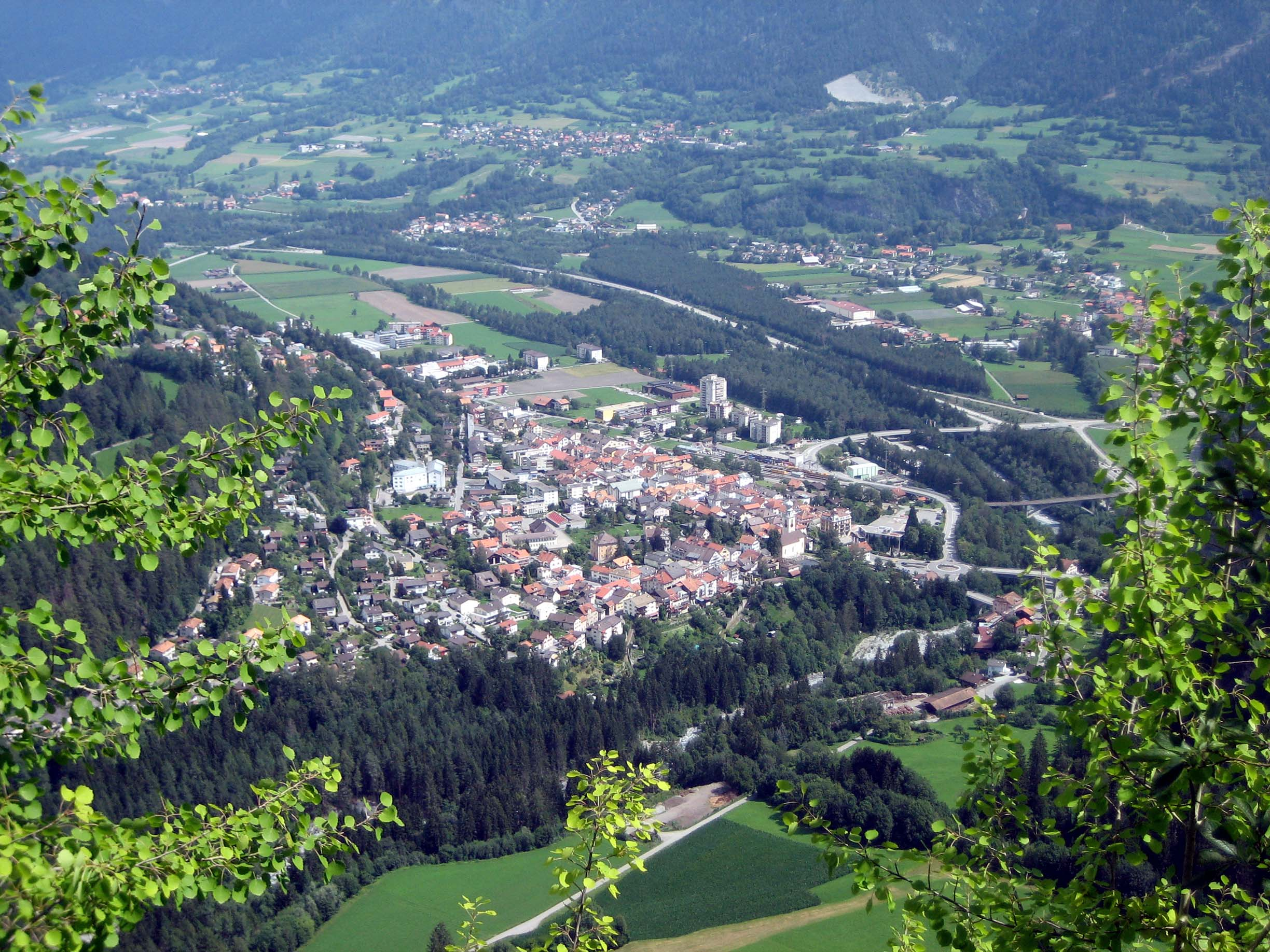
Thusis jako výchozí bod
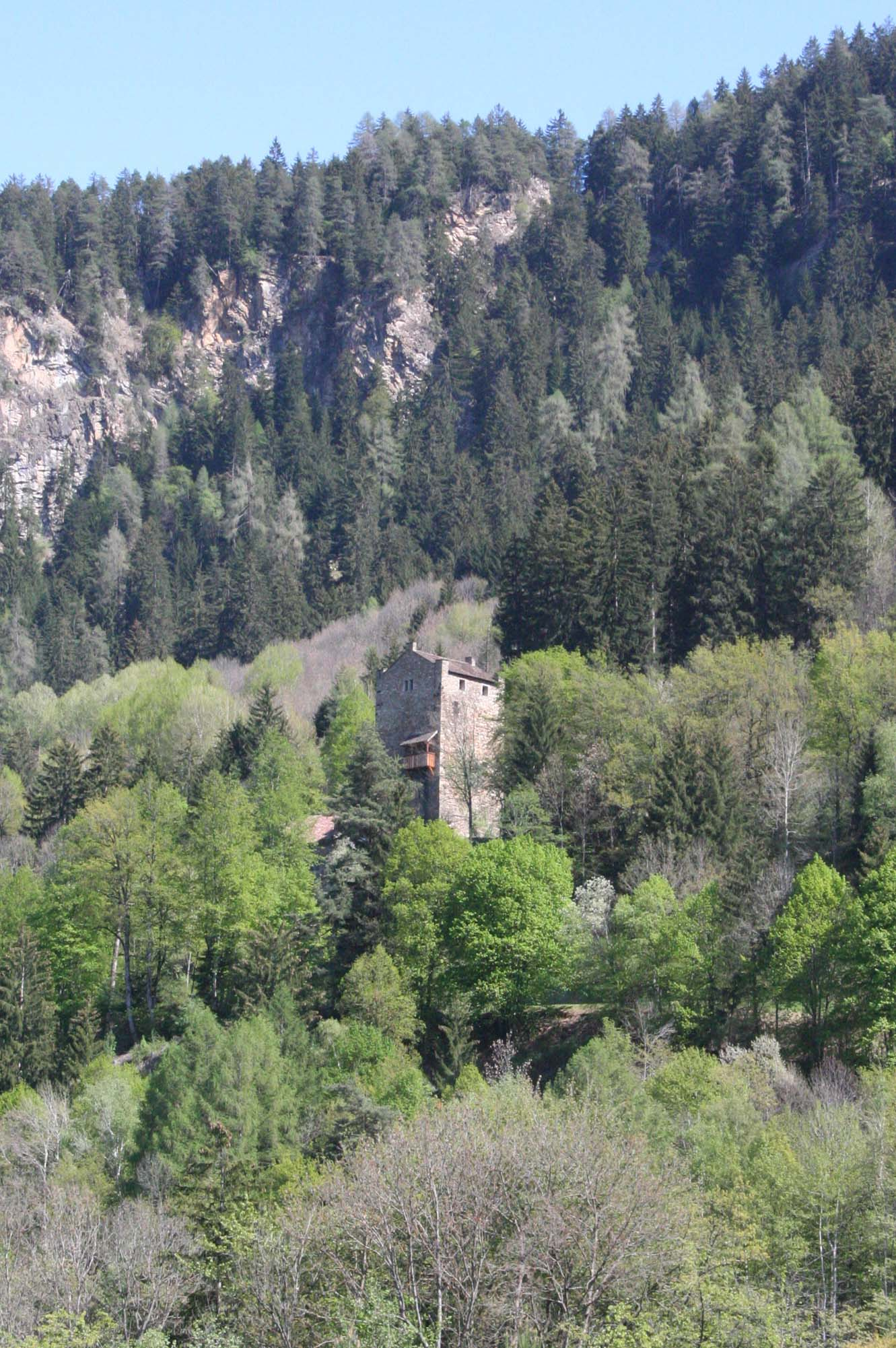
Výstup na hrad Ehrenfels
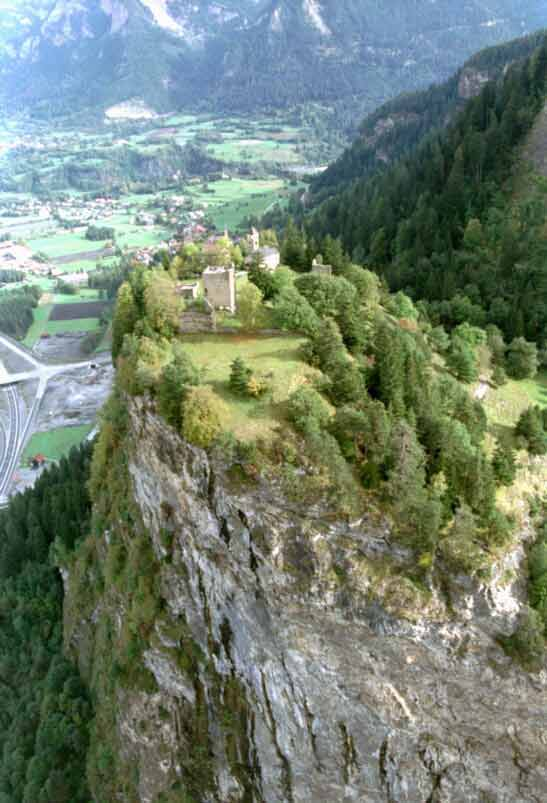
hrad Hohenrätien u vstupu do soutěky Via Mala
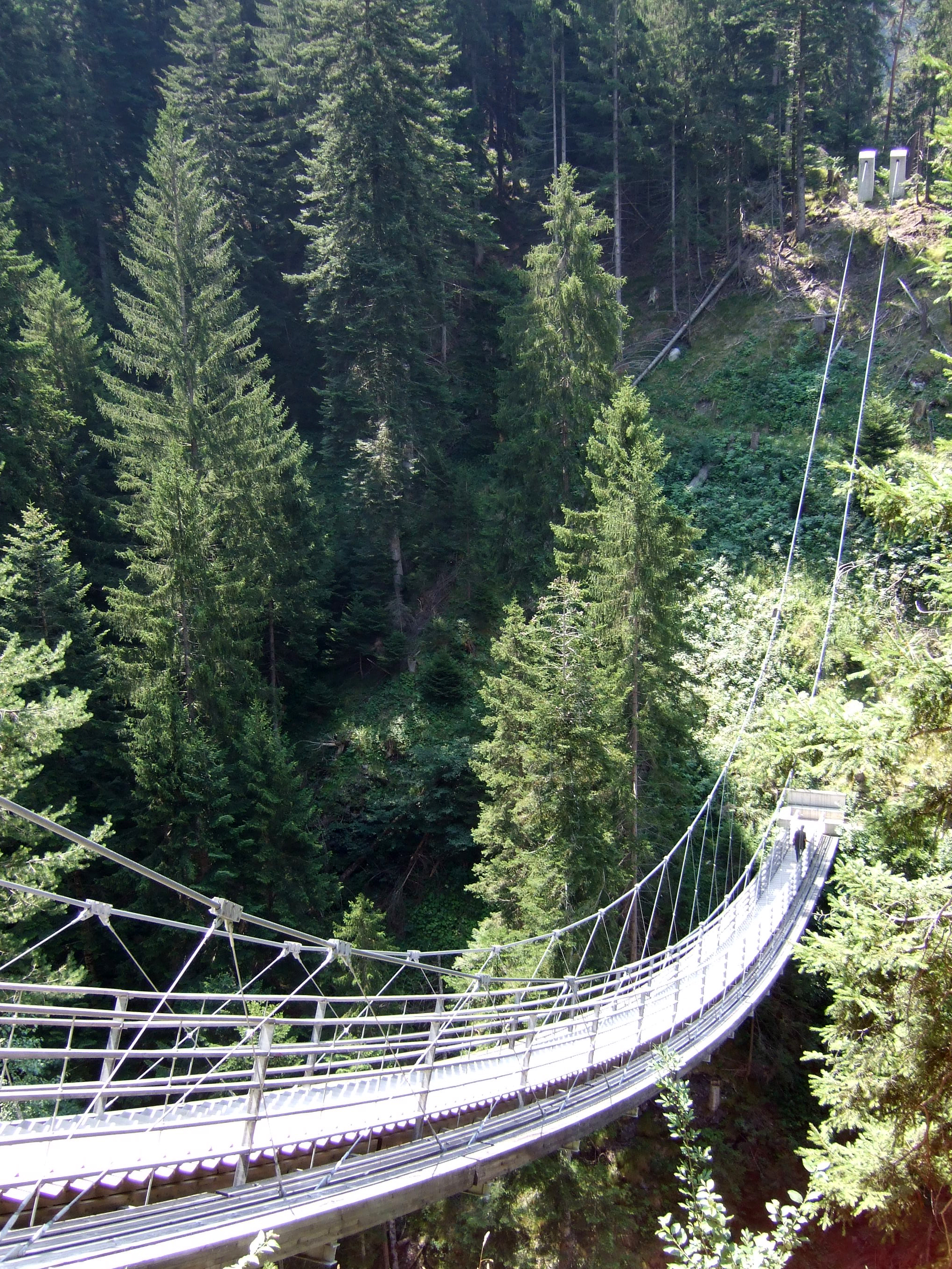
Traversinersteg
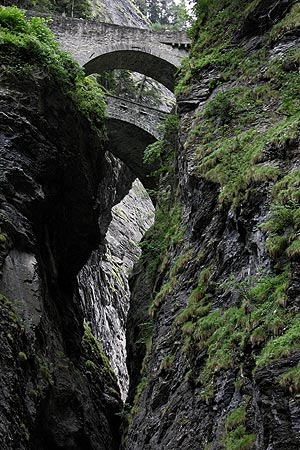
Kamenné mosty v soutěsce Via Mala
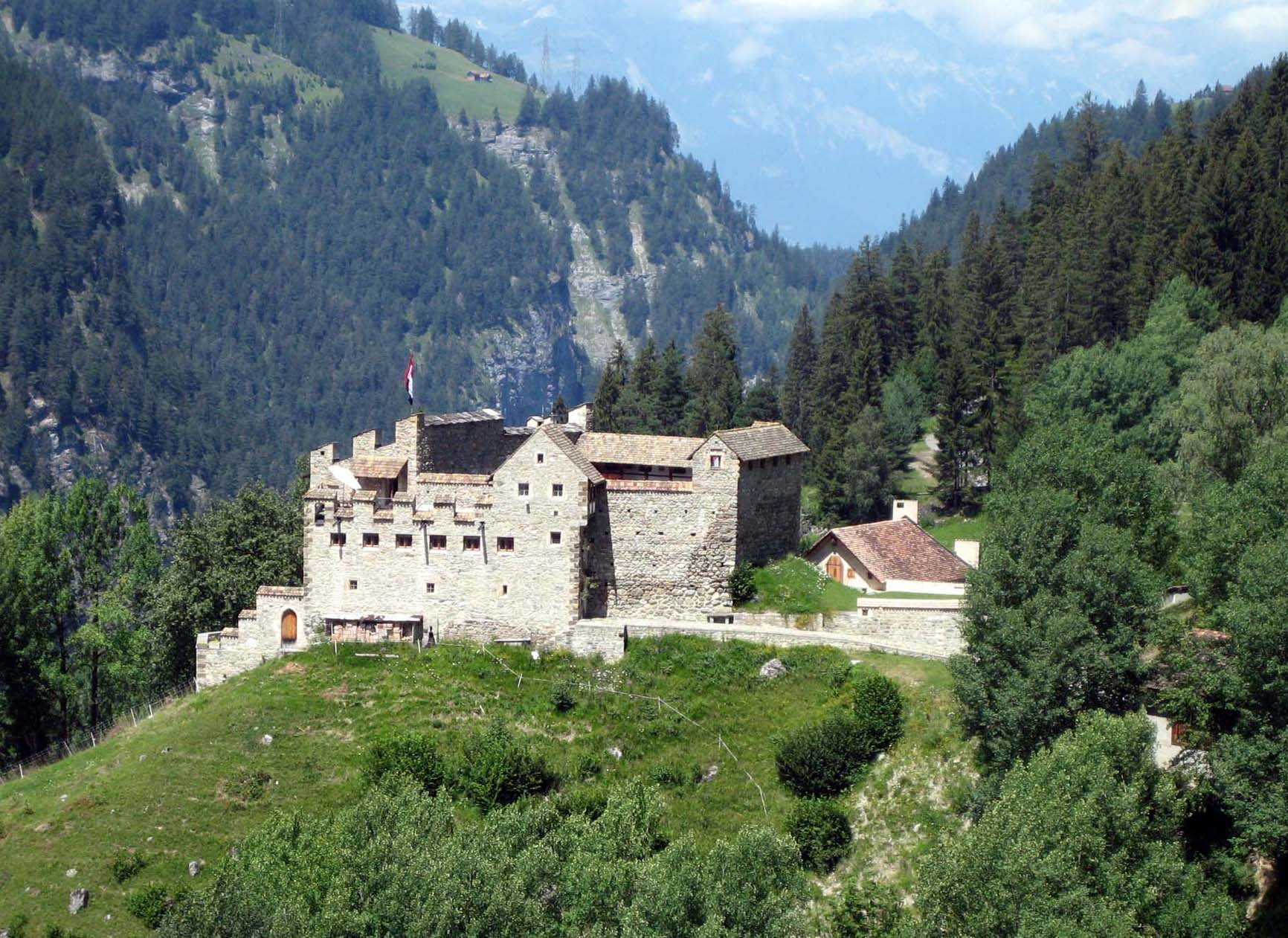
Hrad Haselstein nad Zillisem u vjezdu do Schams
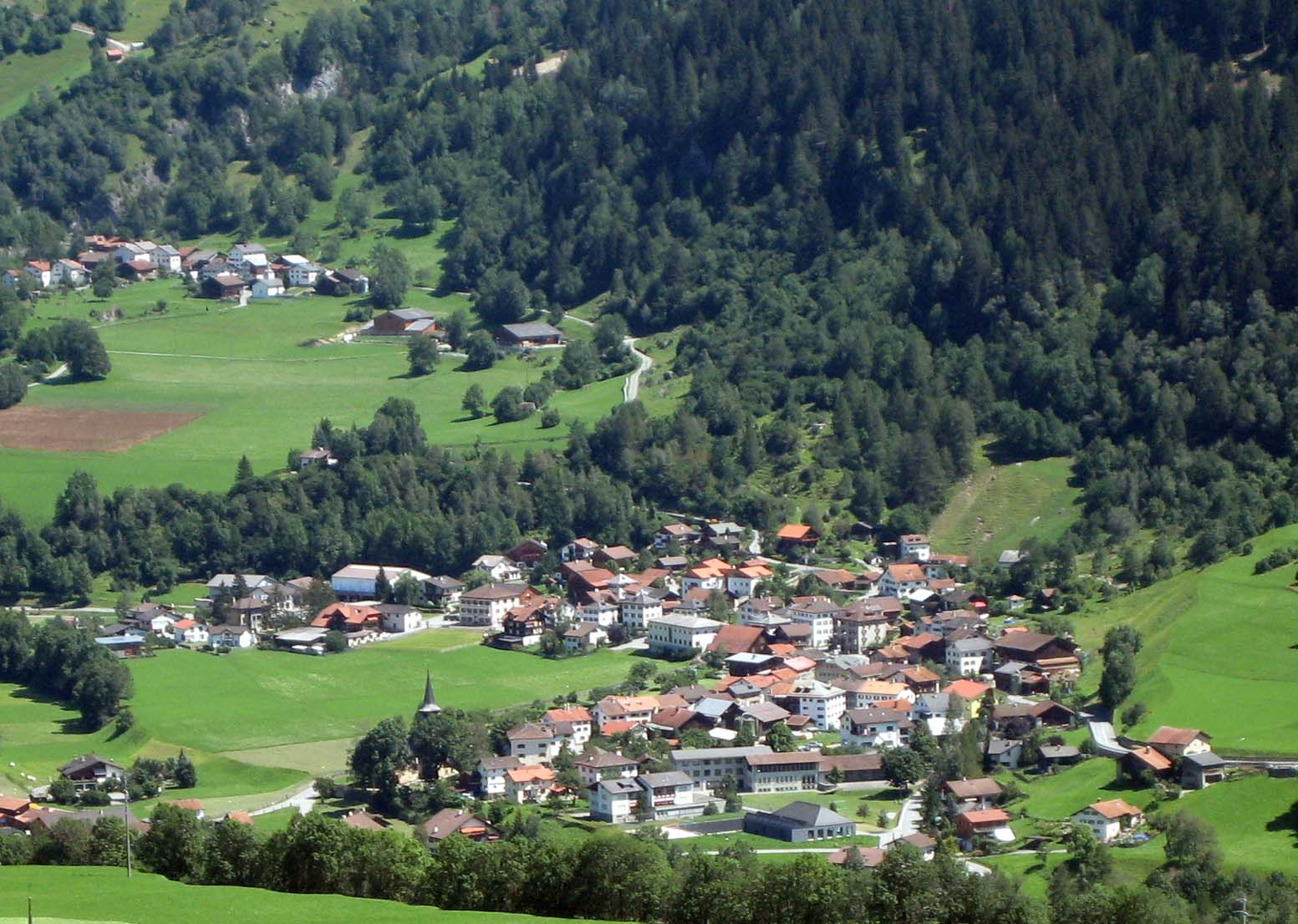
Zillis jako cíl Veia Traversina

## Weblinks
- Veia Traversina na thusis-viamala.ch
- oficiální stánky Traversinersteg Archivováno 20. 1. 2022 na Wayback Machine.
- Veia Traversina gps-touren.ch
- Veia Traversina na mapě